# Les Hôpitaux-Neufs
Les Hôpitaux-Neufs é uma comuna francesa na região administrativa de Borgonha-Franco-Condado, no departamento de Doubs. Estende-se por uma área de 6,56 km². Em 2010 a comuna tinha 928 habitantes (densidade: 141,5 hab./km²).